# Notacanthiformes
Los Notacanthiformes son un orden de peces marinos acantopterigios con forma de anguila, los llamados anguilas espinosas y halosaurios.

## Sistemática
El orden ha sido revisado recientemente, ITIS lo encuadra como suborden Notacanthoidei del orden Albuliformes, mientras que para otros autores están más emparentados con las verdaderas anguilas, por lo que los encuadran como orden Notacanthiformes dentro del superorden Elopomorpha, pues la aleta caudal ha desaparecido.
De cualquier forma, existen dos familias de Notacanthiformes (o Notacanthoidei):
- Halosauridae - halosaurios
- Notacanthidae - anguilas espinosas